# El Arado
El Arado è un comune (corregimiento) della Repubblica di Panama situato nel distretto di La Chorrera, provincia di Panama. Si estende su una superficie di 70,4 km² e conta una popolazione di 2.715 abitanti (censimento 2010).